# Массімо Троїзі
Массімо Троїзі (італ. Massimo Troisi; 19 лютого 1953 — 4 червня 1994) — італійський актор, сценарист, режисер.

## Життєпис
Почав акторську кар'єру в 15 років в Centro Teatro Spazio. Широку популярність здобув у період між 1976 і 1979 роками участю в телевізійних програмах «Non Stop» і «Луна-парк». Перший ігровий фільм — «Почну з трьох» (1981 рік). За творчу діяльність близько 20 разів був номінований на найпрестижніші кінопремії, 9 раз добивався перемоги (в тому числі і посмертно).
У дитинстві переніс захворювання, яке стало причиною хронічної хвороби серця. Від запропонованої лікарями операції з пересадки донорського органу відмовився. Помер від серцевого нападу через 12 годин після закінчення зйомок фільму «Поштар» у віці 41 року.